# Cañamero
Cañamero – gmina w Hiszpanii, w prowincji Cáceres, w Estramadurze, o powierzchni 151,45 km². W 2011 roku gmina liczyła 1716 mieszkańców.